# Джен Сеюм
Джен Сеюм — імператор (негус) Ефіопії з династії Загве. Був сином Мари Такла Гайманота, молодшим братом імператора Татадіма й батьком Ємрегани Крестоса.